# 莱韦
莱韦（法語：Les Veys，法語發音：[le vɛ]）是法国芒什省的一个旧市镇，属于圣洛区。2017年，莱韦与邻近的2个市镇并入市镇卡朗唐莱马赖。

## 地理
莱韦（49°18'54"N, 1°9'9"W）面积14.88 平方千米，位于法国诺曼底大区芒什省，该省份为法国西北部沿海省份，西、北、东北三面环大西洋，东起顺时针与卡爾瓦多斯省、奧恩省、马耶讷省和伊勒-维莱讷省接壤。
与莱韦接壤的市镇（或旧市镇、城区）包括：滨海伊西尼、奥斯芒维尔、布雷旺、卡村、格赖涅地区蒙马丹、圣佩勒兰。

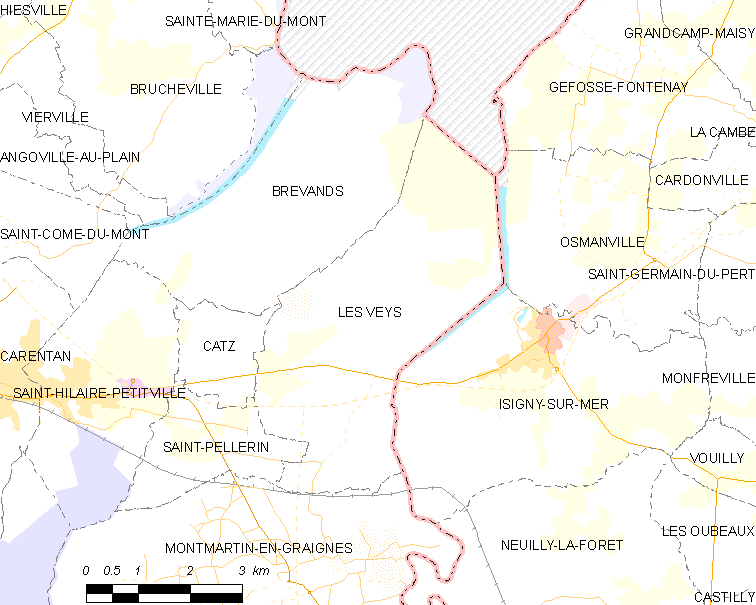
莱韦的OSM定位图

莱韦的时区为UTC+01:00、UTC+02:00（夏令时）。

## 行政
莱韦的邮政编码为50500，INSEE市镇编码为50631。

## 政治
莱韦所属的省级选区为卡朗唐莱马赖县。

## 人口

1962-2008年间莱韦人口变化图示

莱韦于2018年1月1日时的人口数量为441人。